# Ламборн, Тесси
Тесси Эрия Ламборн (род. 14 июля 1971, Острова Гилберта) — государственная служащая Кирибати, дипломат и политик. Она член Maneaba ni Maungatabu (парламента) с апреля 2020 года. Ранее, с июня 2018 года по сентябрь 2019 года, она была послом Кирибати в Китайской Республике (Тайвань) и секретарём кабинета министров, что является высшей должностью на государственной службе Кирибати, с августа 2016 года по июнь 2018 года.

## Личная жизнь
Ламборн получила образование в Оклендском университете в Новой Зеландии, который закончила со степенью бакалавра искусств (политические исследования) в 1994 году; впоследствии она получила степень магистра международного права и политики в Кентерберийском университете в 2007 году. Ламборн работала на государственной службе с 1991 года, занимая ряд видных должностей, включая пост личного секретаря президента Тебуроро Тито, посты министра иностранных дел и иммиграции, министра внутренних дел и министра торговли, промышленности и кооперативов. В августе 2016 года президент Танети Маамау назначил её секретарём кабинета министров. Она занимала эту должность, пока не стала вторым послом страны в Китайской Республике (Тайвань) в июне 2018 года, но её пребывание в должности закончилось разрывом дипломатических отношений между Кирибати и Тайванем 20 сентября 2019 года.
Ламборн была избрана в Maneaba ni Maungatabu на парламентских выборах Кирибати 2020 года в апреле 2020 года, получив 1 из 2 мест от острова Абемама в первом туре. Ламборн — председательница партии Бутокаан Кирибати Моа и лидер оппозиции.
Она замужем за достопочтенным судьёй Дэвидом Ламборном, австралийцем, проживающим в Кирибати. Дэвид был приведён к присяге в качестве первого судьи Высокого суда Кирибати в 2018 году.